# Flaas

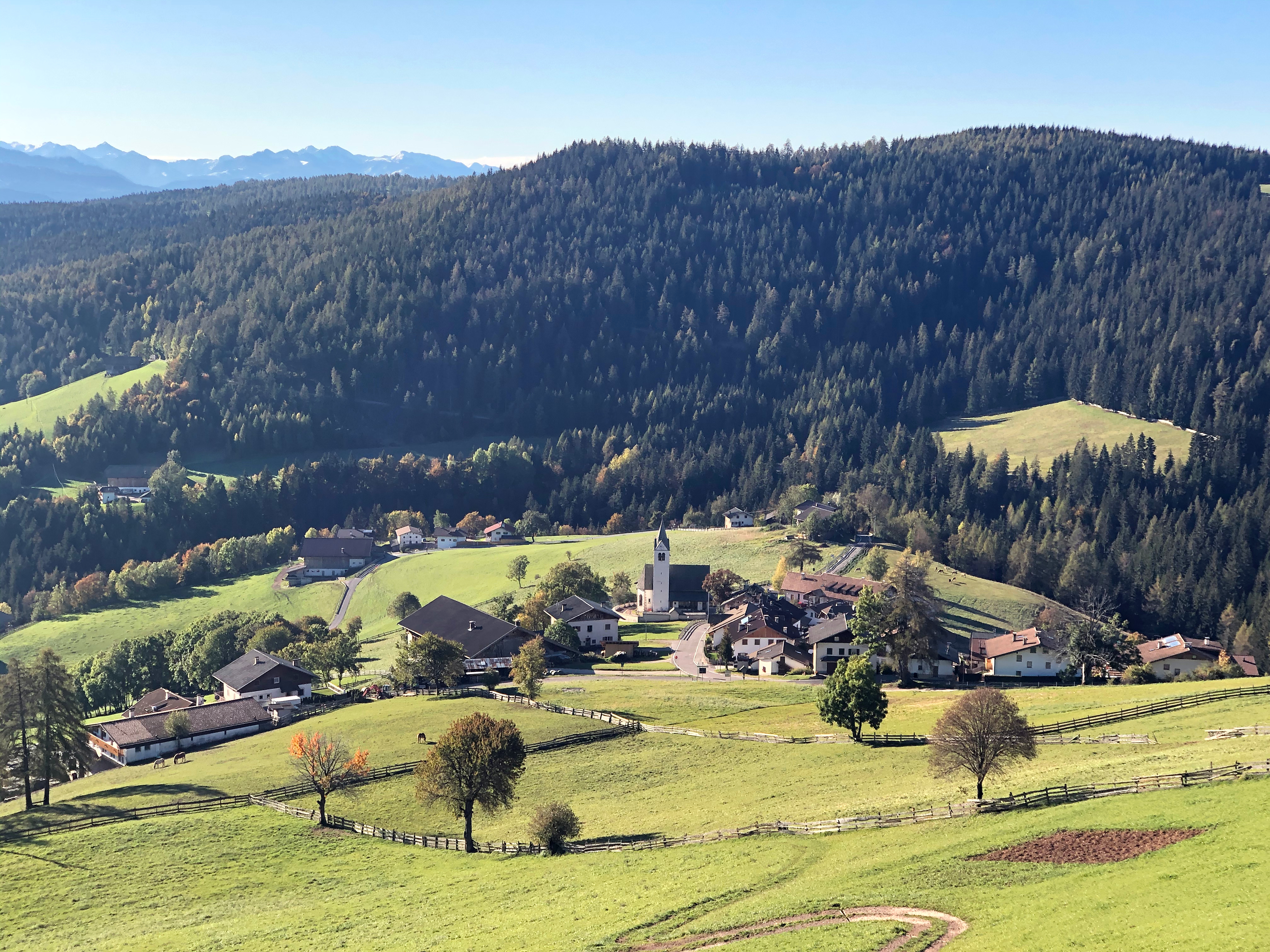
Flaas von Norden aus gesehen

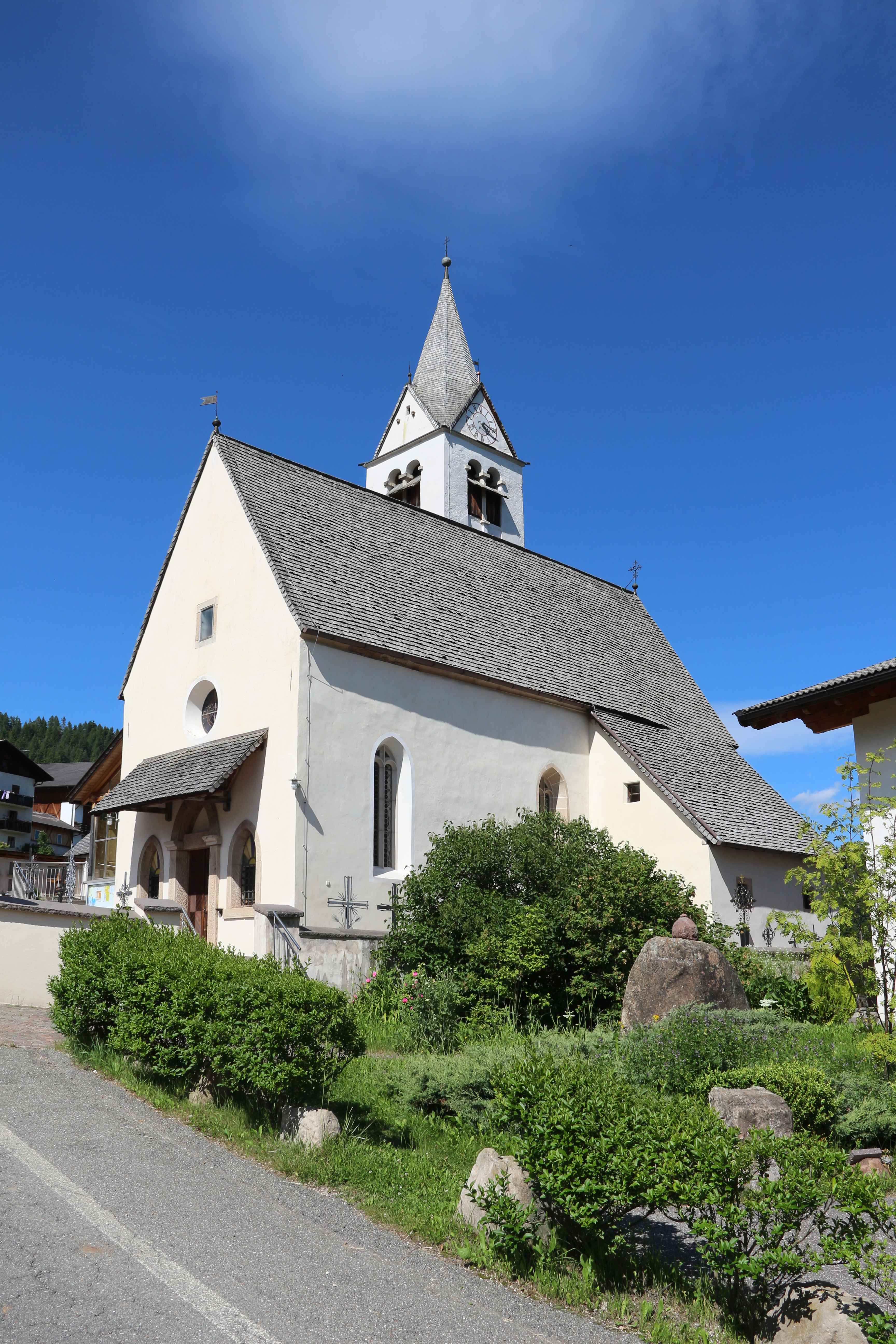
Die Pfarrkirche zum Hl. Sebastian in Flaas

Flaas (italienisch Valas) ist eine Fraktion der Gemeinde Jenesien bei Bozen in Südtirol.
Der Ort befindet sich oberhalb von Bozen auf dem Tschögglberg. Der Ortsmittelpunkt befindet sich etwa 7 km nordöstlich des Gemeindehauptorts Jenesien auf 1357 m, wobei einige zugehörige, verstreute Höfe andere Höhenlagen einnehmen. Flaas hat knapp 300 Einwohner (Stand 2019).
Flaas ist über die Landesstraße 99 erreichbar und durch eine Buslinie mehrmals täglich mit Bozen verbunden.
Im Ortszentrum befinden sich die Pfarrkirche zum Hl. Sebastian, eine deutsche Grundschule, die Freiwillige Feuerwehr Flaas, eine Bushaltestelle sowie ein Parkplatz. Hier beginnen auch einige Wanderwege über den Tschögglberg und nach Langfenn sowie der Flaaser Rundweg (ca. 2 h). Die nächstgelegene Apotheke, eine Bank sowie ein Supermarkt befinden sich im 4 km entfernten Mölten.

## Geschichte
Eine römerzeitliche Inschrift, die in Flaas gefunden wurde, deutet auf eine spätantike Besiedlung des Gebiets hin.
Als „Valas“ ersturkundlich genannt ist Flaas im Jahr 1186 im Schutz- und Besitzbestätigungsprivileg Urbans III. für das ehemalige Augustinerchorherrenstift Au bei Bozen (die heutige Benediktinerabtei Muri-Gries).
Eine Siedlungsverdichtung erfolgte im 13. Jahrhundert durch Anlage zahlreicher Hofstellen, die großteils noch heute bestehen (Wegmann, Angerer, Taber, Kreuzer, Leber, Scheffter, Gnaler, Unter- und Oberfahrer, Beck und Aschburger). Flaas und Kampidell wurden 1272 dank einer Tiroler landesfürstlichen Verfügung von Graf Meinhard II. von Mölten abgegliedert und zu einem eigenen Gericht erhoben. Diese „gemeinschaft Flaßer und Campideller“ tritt 1402 als eigenständig handelnde Genossenschaft auf.
Das Chorherrenstift Au verfügte in Mittelalter und Früher Neuzeit über bedeutende Besitzungen im Flaaser Gebiet, wobei das Herrenhaus des Kampidellhofs (Steger) samt einer 1629 errichteten St.-Magdalena-Kapelle den Prälaten als Sommerfrischhaus diente. Auch das Bozner Heilig-Geist-Spital besaß 1289 „drey hœfe in Flas“.
1928 wurde das bis dato eigenständige Flaas der Gemeinde Jenesien zugeschlagen.
In den Jahren 1973–1975 unterrichtet der Südtiroler Schriftsteller Norbert Conrad Kaser an der Grundschule Flaas; zur Erinnerung daran wurde das örtliche Schulgebäude 2018 nach ihm benannt.

## Sehenswürdigkeiten
Eine Kirche wird bereits 1237 erwähnt; zum Neubau der St.-Sebastians-Kirche aus der Zeit um 1500 gehören der Ostteil des Langhauses mit Spitzbogenfenster und dreijochigem Kreuzgewölbe, der Chor mit spitzbogigen Maßwerkfenstern und Fächergewölbe sowie der westliche Teil der Sakristei. Der Kirchturm mit Rundbogenschallfenstern und achteckigem Turmhelm wurde 1644 nach einem Entwurf von Jakob Delai errichtet, das Langhaus im 17. Jahrhundert nach Westen verlängert. Die Fassade wurde im frühen 19. Jahrhundert verändert (1810).